# Love Songs (álbum de The Beatles)
Love Songs (en español: «Canciones de Amor») es un álbum recopilatorio que contiene las canciones de amor grabadas entre 1962 a 1970 de la banda de rock The Beatles, lanzado por Capitol Records en los Estados Unidos el 21 de octubre de 1977 (número de catálogo SKBL-11711) y por Parlophone en el Reino Unido el 19 de noviembre de 1977 (CPPS 721.). La compilación alcanzó la posición # 24 en el Billboard's Top LPs & Tape chart durante treinta y un semanas de estancia, que comenzó el 12 de noviembre de 1977.  La RIAA certificó el álbum con ventas de tres millones de unidades en 2000 a pesar de que la compilación fue suprimida en la década de 1980. Nunca se ha publicado en CD.

## Portada
El empaque original del LP incluía un folleto de 11 x 11", con la letra de las canciones impresas, simulando la caligrafía de un pergamino. El primer prensado de varios, simulaba la tapa como si fuera de cuero, y la imagen de The Beatles (una reedición del retrato de 1968 de Richard Avedon, presentada en la revista Look) en color dorado. El LP estuvo también disponible en vinilo amarillo.

## Lista de canciones
Todas las canciones escritas por Lennon/McCartney excepto donde se indique.

### Disco 1
Lado A
1. "Yesterday" – 2:03
2. "I'll Follow the Sun" – 1:47
3. "I Need You" (George Harrison) – 2:27
4. "Girl" – 2:30
5. "In My Life" – 2:24
6. "Words of Love" (Buddy Holly) – 2:02
7. "Here, There and Everywhere" – 2:22

Lado B
1. "Something" (George Harrison) – 2:59
2. "And I Love Her" – 2:28
3. "If I Fell" – 2:18
4. "I'll Be Back " – 2:21
5. "Tell Me What You See" – 2:35
6. "Yes It Is" – 2:38

### Disco 2
Lado A
1. "Michelle" – 2:40
2. "It's Only Love" – 1:55
3. "You're Going to Lose That Girl" – 2:16
4. "Every Little Thing" – 2:01
5. "For No One" – 1:58
6. "She's Leaving Home" – 3:37

Lado B
1. "The Long and Winding Road" – 3:34
2. "This Boy" – 2:12
3. "Norwegian Wood (This Bird Has Flown)" – 2:01
4. "You've Got to Hide Your Love Away" – 2:07
5. "I Will" – 1:46
6. "P.S. I Love You" – 2:02

## Sencillo cancelado
Capitol Records tenía originalmente previsto lanzar un sencillo de promoción para la compilación. La canción "Girl" sería el lado B de "You're Going to Lose That Girl", como Capitol 4506, pero el sencillo fue cancelado a principios de octubre de 1977.